# Оуен Ємен
Оуен Ємен (англ. Owain Yeoman, повне ім'я  — Оуен Себастіан Ємен (англ. Owain Sebastian Yeoman), нар. 2 липня 1978, містечко Чепстоу, Монмутшир, Уельс, Велика Британія)  — валійський актор. Відомий виконанням ролі агента Вейна Рігсбі у серіалі Менталіст.

## Життєпис

### Раннє життя
Оуен Ємен народився у містечку Чепстоу в області Монмутшир, що у складі Уельсу, Велика Британія. Його батько  — Майк Ємен (англ. Mike Yeoman) — ядерний фізик, мати — Гіларі Ємен (англ. Hilary Yeoman).
Він закінчив Брейсноуз коледж, де отримав вчений ступінь з англійської мови. Пізніше вивчав англійську літературу та мову в Оксфорді. Спочатку збирався вивчати бухгалтерський облік у Гарвардському університеті, але потім вирішив піти у кіно.
2003 року закінчив Королівську академії драматичного мистецтва, що знаходиться у Лондоні.

### Кар'єра
Кінодебют Оуена Ємена відбувся під час виконання ролі капітана троянської армії Лісандра у фільмі Троя. 2008 року виконав роль Термінатора (Кромарті) у серіалі Термінатор: Хроніки Сари Коннор. Виконав роль детектива Кінга у фільмі Хромований череп: похований 2 (ChromeSkull: Laid to Rest 2) 2011 року.

### Особисте життя
Проживає у Лос-Анджелесі. У нього є одна сестра  — Ейлса(англ. Ailsa).
9 грудня 2006 року одружився із актрисою Люсі Дейвіс, церемонія проходила у Соборі святого Павла.. Пара розлучилася 29 жовтня 2011 року. У пари не було дітей.
2013 року Ємен одружився із дизайнером ювелірних виробів Гігі Яллу (Gigi Yallouz), у квітні 2015 року в подружжя народилася дочка, Евер Белль (Ever Belle Yeoman).
Оуен є вегетріанцем, брав участь у вегетаріанській кампанії PETA.

## Фільмографія
| Рік       |    | Українська назва                | Оригінальна назва                       | Роль                           |
| --------- | -- | ------------------------------- | --------------------------------------- | ------------------------------ |
| 2020      | ф  | Лялька 2: Брамс                 | The Boy 2                               | Шон                            |
|           | ф  |                                 | SAS: Red Notice                         | Оллі                           |
| 2017      | с  | Чорний список                   | The Blacklist                           | Грейсон Блейз                  |
| 2015—2017 | с  | Поворот: Агенти Вашингтона      | Turn: Washington's Spies                | генерал-майор Бенедикт Арнольд |
| 2016      | с  | Елементарно                     | Elementary                              | Джуліус Кент                   |
| 2016      | ф  | Експеримент «Офіс»              | The Belko Experiment                    | Террі Вінтер                   |
| 2015      | с  | Супердівчина                    | Supergirl                               | Вартокс                        |
| 2008—2015 | с  | Менталіст                       | The Mentalist                           | Вейн Ріґсбі                    |
| 2014      | ф  | Американський снайпер           | American Sniper                         | рейнджер                       |
| 2014      | с  | Екстант                         | Extant                                  | д-р Мейсон                     |
| 2012      | кф | АбсолютнийГріх                  | AbsolutSin                              | Чоловік                        |
| 2011      | с  | Шоу Клівленда                   | The Cleveland Show                      | голос за кадром                |
| 2011      | ф  | Хромований череп: похований 2   | Chromeskull: Laid to Rest 2             | Кінг                           |
| 2008      | с  | Покоління вбивць                | Generation Kill                         | сержант Ерік Кохер             |
| 2008      | с  | Термінатор: Хроніки Сари Коннор | Terminator: The Sarah Connor Chronicles | Кромарті                       |
| 2007      | тф |                                 | Traveling in Packs                      | Кен                            |
| 2006—2007 | с  | Дев'ять                         | The Nine                                | Лукас Далтон                   |
| 2005—2006 | с  | Таємниці кухні                  | Kitchen Confidential                    | Стівен Дідалус                 |
| 2006      | ф  | Пивний бум                      | Beerfest                                | Моряк-австралієць              |
| 2004      | с  |                                 | Commando Nanny                          | Майлз Росс                     |
| 2004      | с  | Суто англійські вбивства        | Midsomer Murders                        | Генрі Чарльтон                 |
| 2004      | ф  | Троя                            | Troy                                    | Лісандр                        |